# Александрово-Марково
Алекса́ндрово-Ма́рково — хутор в Неклиновском районе Ростовской области.
Входит в состав Носовского сельского поселения.

## География
Хутор находится на берегу Миусского лимана.

## Население
| 2010 |
| ---- |
| 385  |

## Улицы
| - ул. Гагарина, - ул. Калинина, - пер. Красный, - пер. Мирный, | - ул. Социалистическая, - ул. Чехова, - ул. Энгельса. |